# АЭС Тайшань
АЭС Тайшань (кит. 台山核电站) — атомная электростанция на юге Китая. Станция расположена на побережье Южно-Китайского моря в уезде Тайшань, входящего в состав городского округа Цзянмынь провинции Гуандун. АЭС Тайшань включает в себя два энергоблока с водо-водяными реакторами EPR-1750 производства французской фирмы Areva, мощностью по 1750 МВт.

## История
Строительство 1-го энергоблока началось 28 октября 2009 года, 2-го — 15 апреля 2010 года.
В октябре 2011 года на контейнменте первого блока был установлен стальной купол, а в июне 2012 года в шахту опущен корпус реактора. 30 октября 2014 года на строящемся блоке № 2 в проектное положение был поставлен корпус реактора. В апреле 2015 года Китай приостановил загрузку топлива в активные зоны реакторов строящихся блоков АЭС Тайшань до тех пор, пока не будут сняты все вопросы по безопасности EPR, возникшие после сообщений об обнаружении аномалий у крышки и днища корпуса реактора Фламанвилля-3. Сроки пусков энергоблоков перенесены на 2017 год.
Первый энергоблок подключен к сети 29 июня 2018 и введен в коммерческую эксплуатацию 13 декабря 2018 года.
Второй энергоблок подключен к сети 23 июня 2019 года и введен в коммерческую эксплуатацию 7 сентября 2019 года.

### Проблема разгерметизации ТВЭЛов
В июне 2021 года было обнаружено повышение концентрации инертных газов в первичном контуре первого блока. Причиной посчитали повреждение оболочек у примерно пяти тепловыделяющих элементов (ТВЭЛов) из 63 865, находящихся в активной зоне, — всего в ней находилась 241 тепловыделяющая сборка (ТВС), каждая из которых состоит из пучка 265 ТВЭЛов.
30 июля 2021 года China General Nuclear (CGN) вывела блок из эксплуатации для расследования причин повреждения топлива и замены дефектных ТВЭЛов. В связи с проблемой французская компания Framatome, обслуживающая реакторы, запросила в США исключение для предоставления инжиниринговых услуг оператору станции China General Nuclear Power Group, находящемуся под санкциями США.
В ноябре 2021 года организация CRIIRAD опубликовала запрос к французскому регулятору Autorité de sûreté nucléaire, в котором изложила свое видение проблемы. По мнению CRIIRAD проблема массовой разгерметизации ТВЭЛов — в нештатной гидродинамике теплоносителя, приводящей к повышенным вибрационным нагрузкам на ТВЭЛы. CRIIRAD запросила регулятора о последствиях проблемы для перспектив пуска аналогичных реакторов в Европе, находящихся в высокой степени готовности.
15 августа 2022 года, после более чем годового простоя, блок был снова подключён к сети. При этом официально не были раскрыты масштабы повреждения и его причины.

## Информация об энергоблоках
| Энергоблок | Тип реакторов | Мощность | Мощность | Начало строительства | Физпуск    | Подключение к сети | Ввод в эксплуатацию | Закрытие |
| Энергоблок | Тип реакторов | Чистый   | Брутто   | Начало строительства | Физпуск    | Подключение к сети | Ввод в эксплуатацию | Закрытие |
| ---------- | ------------- | -------- | -------- | -------------------- | ---------- | ------------------ | ------------------- | -------- |
| Тайшань-1  | PWR, EPR-1750 | 1660 МВт | 1750 МВт | 18.11.2009           | 10.04.2018 | 29.06.2018         | 13.12.2018          | —        |
| Тайшань-2  | PWR, EPR-1750 | 1660 МВт | 1750 МВт | 15.04.2010           | 29.05.2019 | 23.06.2019         | 07.09.2019          | —        |